# Tidda
Tidda è un comune dell'Algeria, situato nella provincia di Tiaret.